# Johnson Cove
Die Johnson Cove ist eine Bucht an der Westseite von Bird Island vor dem westlichen Ende von Südgeorgien. Sie liegt zwischen dem Pio Point und dem Pearson Point.
Ihr Name erscheint erstmals auf einer Landkarte der britischen Admiralität aus dem Jahr 1948. Der Benennungshintergrund ist nicht überliefert.